# Comissari Europeu de Recerca, Innovació i Ciència
El Comissari Europeu de Recerca, Innovació i Ciència és un membre de la Comissió Europea responsable de les àrees de ciència i recerca, així com de tecnologia i innovació, intentant millorar les condicions de treball per als investigadors dins la Unió Europea.

## Orígens
L'any 1967 es va crear en la Comissió Rey la cartera de Recerca i Tecnologia, adoptant posteriorment els noms de Ciència i Recerca, Ciència, Recerca, Desenvolupament, Telecomunicacions i Innovació, Ciència, Recerca i Desenvolupament Tecnològic, Recerca, Ciència i Tecnologia fins a adoptar el seu nom definitiu i actual. Aquesta cartera ha estat present en totes les comissions des de l'any 1967, exceptuant el període 1981 i 1985 referent a la Comissió Thorn, i en la formació de la Comissió Ortoli es creà la cartera de Tecnologia separada de la de Ciència i Recerca.
L'actual comissària és la irlandesa Máire Geoghegan-Quinn.

## Llista de Comissaris de Recerca, Innovació i Ciència
| Comissió                                           | Inici                                              | Finalització                                       | Nom                                                | País                                               | Partit                                             |
| Comissari Europeu de Ciència i Recerca (1967-2010) | Comissari Europeu de Ciència i Recerca (1967-2010) | Comissari Europeu de Ciència i Recerca (1967-2010) | Comissari Europeu de Ciència i Recerca (1967-2010) | Comissari Europeu de Ciència i Recerca (1967-2010) | Comissari Europeu de Ciència i Recerca (1967-2010) |
| Rey                                                |                                                    |                                                    |                                                    |                                                    |                                                    |
| -------------------------------------------------- | -------------------------------------------------- | -------------------------------------------------- | -------------------------------------------------- | -------------------------------------------------- | -------------------------------------------------- |
| Rey                                                | 2 de juliol de 1967                                | 30 de juny de 1970                                 | Fritz Hellwig                                      | Alemanya                                           | CDU                                                |
| Malfatti                                           |                                                    |                                                    |                                                    |                                                    |                                                    |
| 1 de juliol de 1970                                | 21 de març de 1972                                 | Altiero Spinelli                                   | Itàlia                                             | PCI                                                |                                                    |
| Mansholt                                           |                                                    |                                                    |                                                    |                                                    |                                                    |
| 22 de març de 1972                                 | 5 de gener de 1973                                 | Altiero Spinelli                                   | Itàlia                                             | PCI                                                |                                                    |
| Ortoli                                             |                                                    |                                                    |                                                    |                                                    |                                                    |
| 6 de gener de 1973                                 | 5 de gener de 1977                                 | Ralf Dahrendorf                                    | Alemanya                                           | FDP                                                |                                                    |
| Jenkins                                            |                                                    |                                                    |                                                    |                                                    |                                                    |
| 6 de gener de 1977                                 | 5 de gener de 1981                                 | Guido Brunner                                      | Alemanya                                           | FDP                                                |                                                    |
| Thorn                                              |                                                    |                                                    |                                                    |                                                    |                                                    |
| 6 de gener de 1981                                 | 5 de gener de 1985                                 | vacant                                             |                                                    |                                                    |                                                    |
| Delors I                                           |                                                    |                                                    |                                                    |                                                    |                                                    |
| 6 de gener de 1985                                 | 5 de gener de 1989                                 | Karl-Heinz Narjes                                  | Alemanya                                           | CDU                                                |                                                    |
| Delors II                                          |                                                    |                                                    |                                                    |                                                    |                                                    |
| 6 de gener de 1989                                 | 5 de gener de 1993                                 | Filippo M. Pandolfi                                | Itàlia                                             | DC                                                 |                                                    |
| Delors III                                         |                                                    |                                                    |                                                    |                                                    |                                                    |
| 6 de gener de 1993                                 | 22 de gener de 1995                                | Antonio Ruberti                                    | Itàlia                                             | PSI                                                |                                                    |
| Santer                                             |                                                    |                                                    |                                                    |                                                    |                                                    |
| 23 de gener de 1995                                | 15 de març de 1999                                 | Édith Cresson                                      | França                                             | PS                                                 |                                                    |
| Marín                                              |                                                    |                                                    |                                                    |                                                    |                                                    |
| 16 de març de 1999                                 | 15 de setembre de 1999                             | Édith Cresson                                      | França                                             | PS                                                 |                                                    |
| Prodi                                              |                                                    |                                                    |                                                    |                                                    |                                                    |
| 16 de setembre de 1999                             | 12 de juliol de 2004                               | Philippe Busquin                                   | Bèlgica                                            | PS                                                 |                                                    |
| 12 de juliol de 2004                               | 21 de novembre de 2004                             | Louis Michel                                       | Bèlgica                                            | MR                                                 |                                                    |
| Barroso I                                          |                                                    |                                                    |                                                    |                                                    |                                                    |
| 22 de novembre de 2004                             | 9 de febrer de 2010                                | Janez Potočnik                                     | Eslovènia                                          | ind.                                               |                                                    |
| Comissari Europeu de Recerca, Innovació i Ciència  |                                                    |                                                    |                                                    |                                                    |                                                    |
| Barroso II                                         |                                                    |                                                    |                                                    |                                                    |                                                    |
| 9 de febrer de 2010                                | actualitat                                         | Máire Geoghegan-Quinn                              | Irlanda                                            | FF                                                 |                                                    |

## Llista de Comissaris de Tecnologia
| Comissió | Inici              | Finalització       | Nom              | País   | Partit |
| Ortoli   |                    |                    |                  |        |        |
| -------- | ------------------ | ------------------ | ---------------- | ------ | ------ |
| Ortoli   | 6 de gener de 1973 | 5 de gener de 1977 | Altiero Spinelli | Itàlia | PCI    |